# Millvina Dean

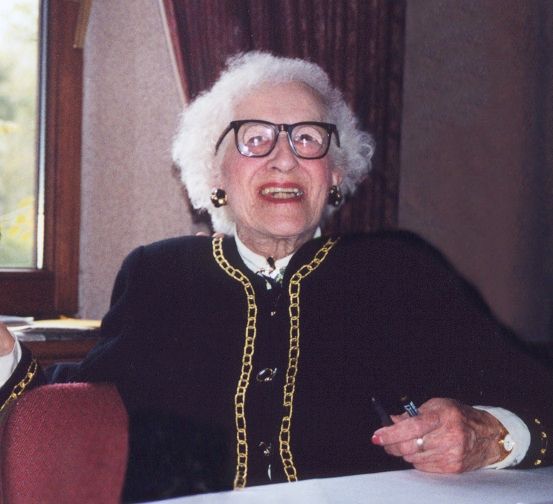
Millvina Dean alla "Titanic Convention" tenutasi a Southampton nell'aprile del 1999.

Elizabeth Gladys Dean, detta Millvina (Branscombe, 2 febbraio 1912 – Ashurst, 31 maggio 2009), è stata l'ultima superstite del naufragio del Titanic. È stata sia la più giovane passeggera a bordo della nave (all'epoca del naufragio aveva poco più di due mesi), sia l'ultima tra i superstiti a morire.

## Biografia

### Primi giorni di vita di Millvina a bordo delTitanic

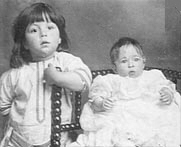
Col fratello Bertram, 1912 ca.

Millvina Dean nacque a Branscombe nel Devon il 2 febbraio 1912, da Bertram Frank Dean e Georgette Eva Light. Aveva un fratello più grande, Bertram Dean, che era nato nel maggio 1910.
I genitori di Millvina decisero di lasciare l'Inghilterra ed emigrare a Wichita, Kansas, dove vivevano i genitori di Bertram Frank, il quale sperava di aprire negli Stati Uniti una tabaccheria. I quattro salirono dunque sul Titanic come passeggeri di terza classe, provvisti del biglietto n. c.a.2315, costato 20 sterline, 11 scellini e 6 pence. Millvina, all'epoca, aveva appena due mesi ed era la più giovane passeggera sul transatlantico.
Il padre di Millvina sentì la collisione della nave con l'iceberg, nella notte del 14 aprile 1912. Dopo aver investigato sull'accaduto, ritornò alla propria cabina dicendo alla moglie di vestire i bambini e salire sul ponte. Millvina, la madre e il fratello furono immediatamente messi in una lancia di salvataggio, la numero 10, insieme ad altri passeggeri e furono fra i primi dei passeggeri a lasciare il Titanic prossimo all'inabissamento; la lancia fu la penultima ad esser soccorsa dal Carpathia, con una quarantina di persone a bordo. Il padre di Millvina, Bertram Frank Dean, non riuscì a salvarsi e il suo corpo, qualora sia stato recuperato, non fu comunque mai identificato.
Una volta arrivati negli Stati Uniti, Eva e i figli passarono due giorni all'ospedale di San Lucas a New York. Poiché erano rimasti senza vestiti, fu offerta alla famiglia una valigia. Il fatto fu descritto anche dal quotidiano Daily Mirror del 12 maggio 1912.
Eva quindi decise di ritornare in Inghilterra a bordo del P/S Adriatic. Durante il viaggio, la piccola Millvina polarizzò la curiosità dei passeggeri, che si misero in coda per tenerla in braccio: in questa occasione le furono scattate varie fotografie, molte delle quali furono pubblicate sui giornali dell'epoca.

### Studi e carriera
Millvina e il fratello studiarono presso le scuole di Southampton, grazie a donazioni. La bambina non seppe che era stata sul Titanic fino all'età di otto anni, quando la madre Eva stava progettando di risposarsi.
Millvina, invece, non si sposò mai. Da adulta, lavorò per il governo britannico durante la Seconda guerra mondiale al disegno mappe e in seguito per l'ufficio acquisti di uno studio di ingegneria. La madre morì il 16 settembre 1975, all'età di 96 anni, mentre il fratello Bertram Vere morì all'età di 82 anni, il 14 aprile 1992.
Solo dopo aver superato la settantina, Millvina, che data la giovane età non aveva ricordi diretti dell'accaduto, ma la cui presenza destava interesse, iniziò a partecipare a convegni, esposizioni, documentari televisivi e interviste riguardanti il naufragio del Titanic. Nell'aprile 1996 visitò per la prima volta Belfast, dove fu invitata quale ospite d'onore e ultima superstite in vita a un convegno della "Titanic Historical Society", e nel 1997 fu invitata a viaggiare a bordo della Queen Elizabeth 2, negli Stati Uniti, per poi completare il viaggio a Wichita, Kansas.
Nel 2006 Millvina si ruppe un'anca e l'incidente le impedì di partecipare alla commemorazione del 95º anniversario del naufragio del Titanic del 2007. 
Nel dicembre 2007, la superstite criticò ampiamente la serie televisiva Doctor Who della BBC per il tono irriverente usato nella ricostruzione della tragedia del Titanic. Parlando dalla sua casa di cura, disse: "Il Titanic fu una tragedia che distrusse molte famiglie. Io persi mio padre e lui giace ancora in mare per quel naufragio. Penso che sia scortese fare intrattenimento su tale tragedia!".

### Ultimi anni

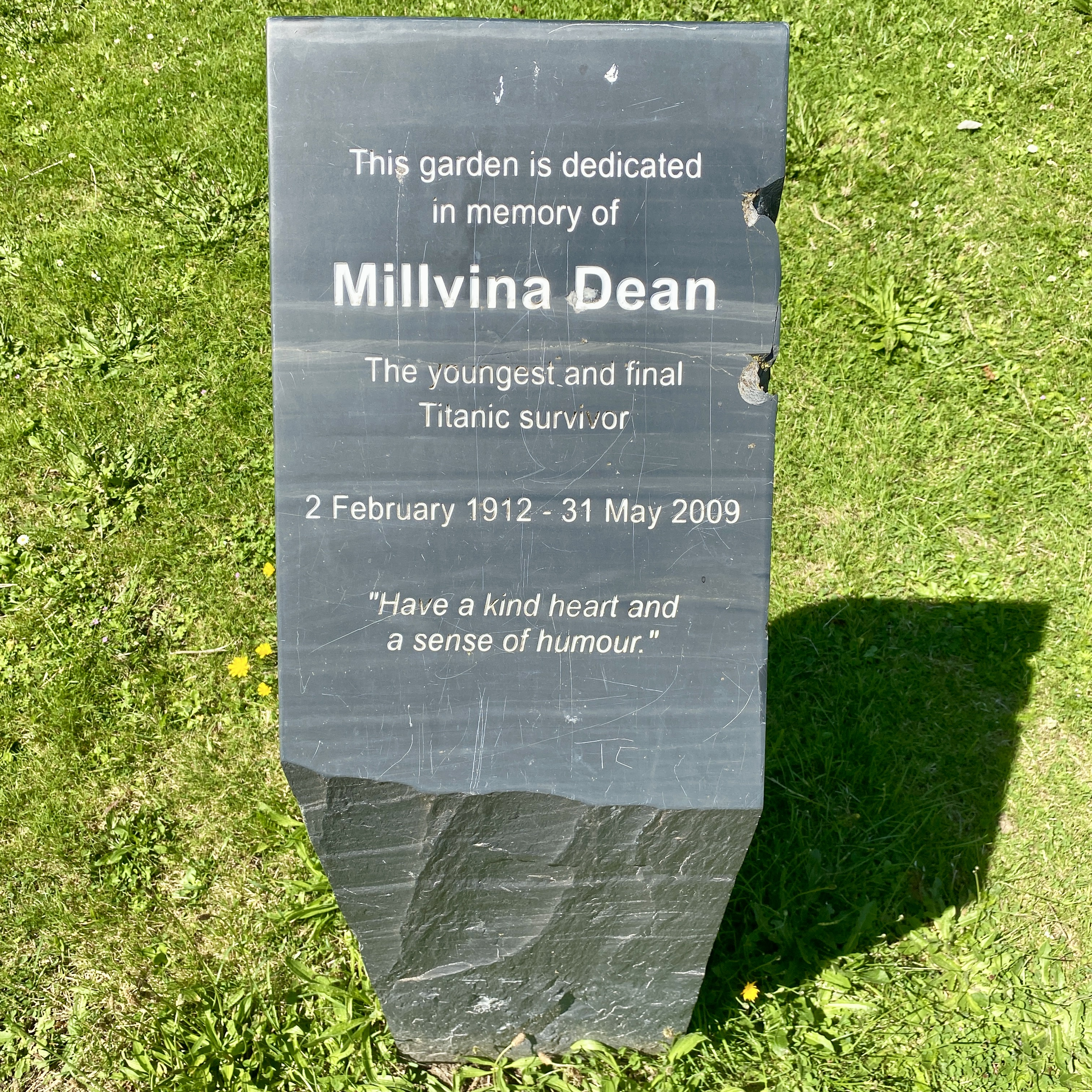
Memoriale, Southampton. Il testo recita: "This garden is dedicated in memory of Millvina Dean, the youngest and final Titanic survivor. 2 febbraio 1912 - 31 maggio 2009. Have a kind heart and a sense of humour". ("Questo giardino è dedicato alla memoria di Millvina Dean, la più giovane e ultima sopravvissuta del Titanic. 2 febbraio 1912 - 31 maggio 2009. «Abbi cuore gentile e senso dell'umorismo»"

Millvina accettò l'invito a Southampton, nell'aprile 2008, a un evento che commemorava il 96º anniversario del naufragio del Titanic, ma le sue precarie condizioni di salute la costrinsero poi a non presenziare alla cerimonia. Il 16 ottobre 2007, dopo la scomparsa di Barbara West Dainton, Millvina rimase l'ultima superstite vivente della tragedia del Titanic.
È morta dopo una breve malattia nell'ospizio dove alloggiava ad Ashurst, nell'Hampshire, all'età di 97 anni, il 31 maggio 2009, data di anniversario del varo del Titanic. Dopo il funerale, la salma venne cremata e le sue ceneri vennero disperse nel punto in cui il Titanic era salpato da Southampton.